# Semibarbula stuhlmannii
Semibarbula stuhlmannii là một loài Rêu trong họ Pottiaceae. Loài này được (Broth.) Hilp. miêu tả khoa học đầu tiên năm 1933.